# عبد الله الزمزمي
عبد الله محمد الزمزمي (1965- 2006)، شاعر سعودي، من أعلام الشعر في جنوب المملكة، سُميت باسمه جائزة أدبية سعودية، وهي (جائزة الزمزمي الشعرية)، وحصل على جائزة أبها للثقافة في فرع الشعر عام 1992، وقد كان عالمًا في النحو والصرف والعروض، وعضوًا في نادي أبها الأدبي، ولد في محافظة رجال ألمع غرب منطقة عسير، وفيها نشأ وتلقى تعليمه في معهد رجال ألمع العلمي، وحصل على البكالوريوس عام 1987، من كلية اللغة العربية والعلوم الاجتماعية والإدارية، التابعة لفرع جامعة الإمام محمد بن سعود الإسلامية في الجنوب (سابقًا)، وعمل مدرسًا للغة العربية لمرحلتي الثانوية والمتوسطة، ثم مشرفًا في إدارة التربية والتعليم في رجال ألمع، وصدرت مجموعته الشعرية الكاملة بعد وفاته عن نادي الباحة الأدبي، وأثناء حياته أصدر ديوانين خلال الأعوام 1995- 2000، وقد كانت قصائده تصويرًا للألم والمعاناة التي كابدها جراء إصابته -مبكرًا- بمرض القلب والحساسية المفرطة، وتوفي سنة 2006.

## دواوينه
- مواجع قلب (1995).
- هذا أنا (2000).
- المجموعة الشعرية الكاملة (2009).

## مؤلفات عنه
- الشاعر الإنسان عبد الله الزمزمي: دراسة في الخطاب الشعري، فاطمة الألمعي (2014).[9]

## وصلات خارجية
- الزمزمي شاعر الحزن والألم والاغتراب